# Kirche Großröhrsdorf
Die evangelische Kirche Großröhrsdorf ist eine barocke Saalkirche in der Stadt Großröhrsdorf im Landkreis Bautzen in Sachsen. Sie gehört zur Kirchengemeinde Großröhrsdorf im Kirchenbezirk Bautzen/Kamenz der Evangelisch-Lutherischen Landeskirche Sachsens.
In den frühen Morgenstunden des 4. August 2023 brach durch Brandstiftung ein Feuer aus, das Gotteshaus brannte aus, Dachstuhl und Kirchturmspitze stürzten ein.

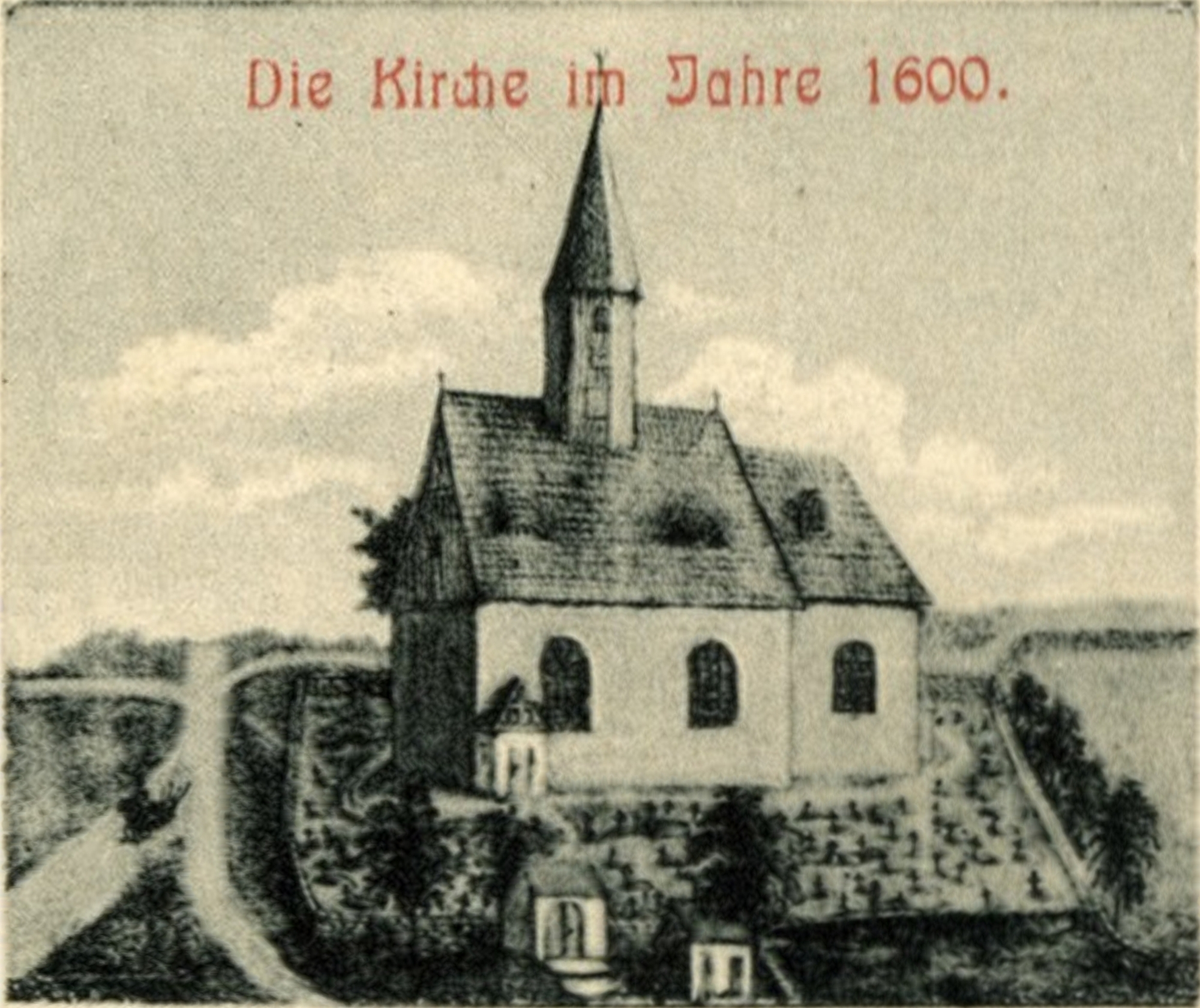
Das Kirchlein aus dem 14. Jahrhundert, Vorgängerbau der jetzigen Stadtkirche.

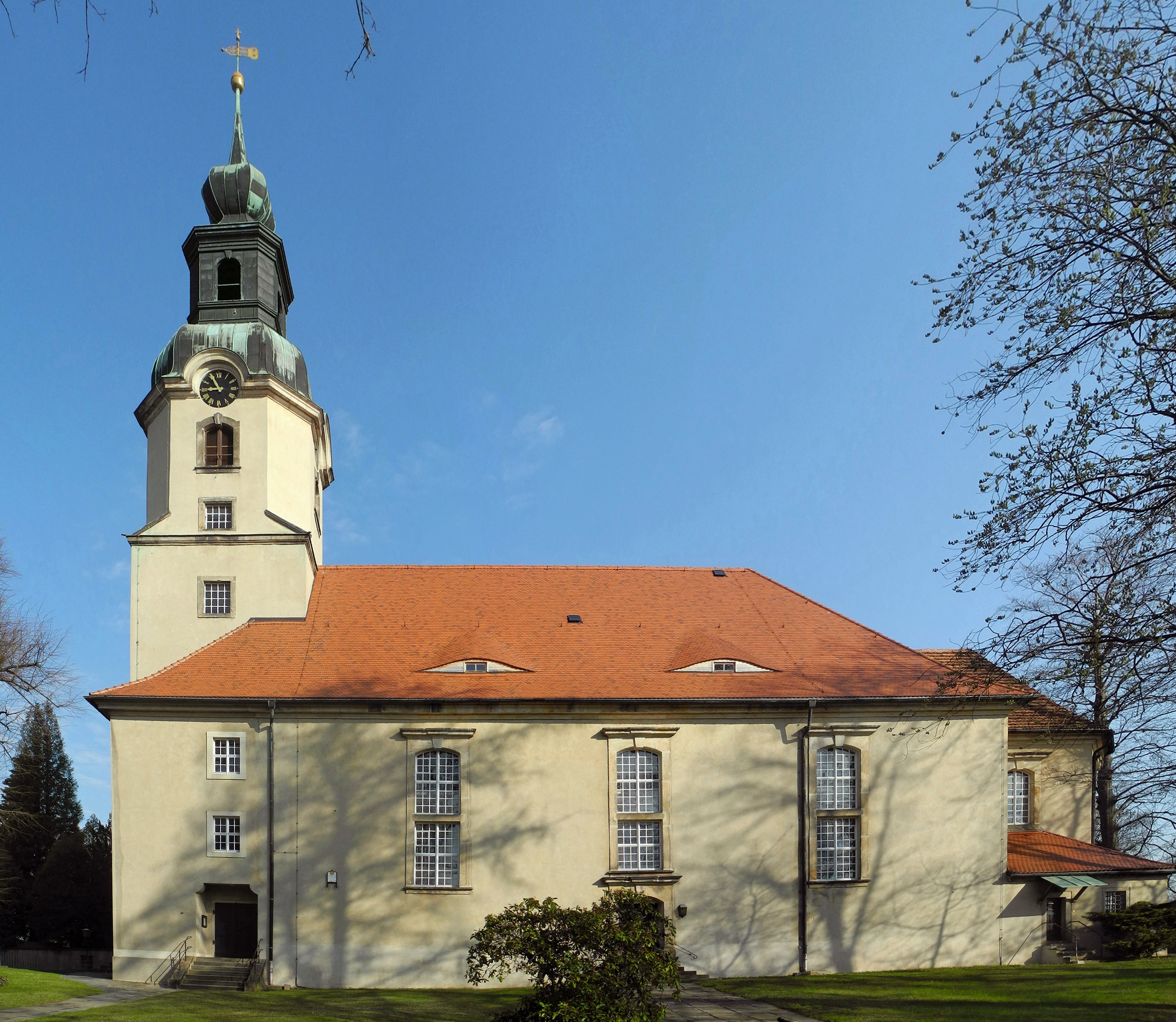
Die Kirche von Süden gesehen im Jahr 2021

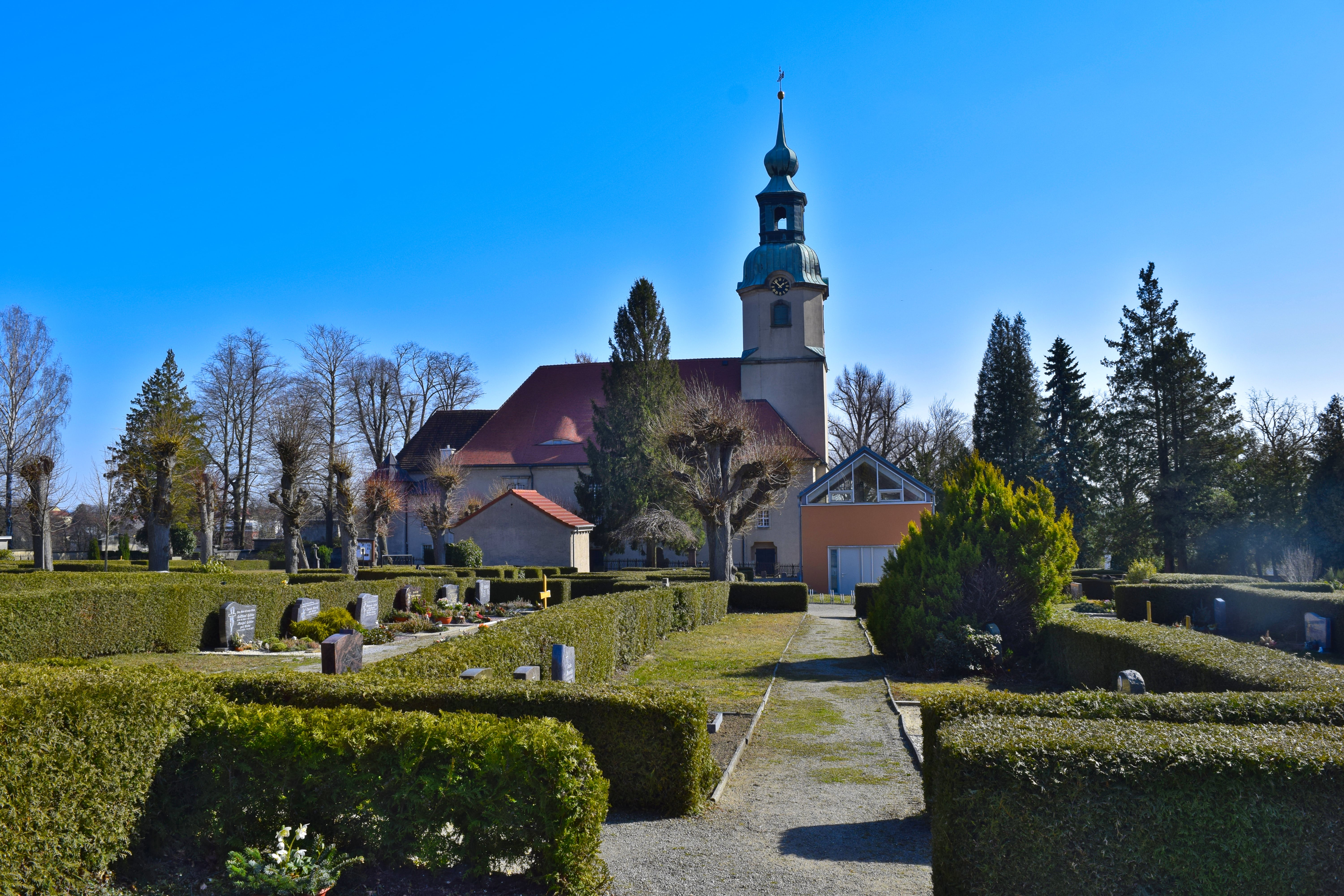
Blick von Norden über den Friedhof zur Kirche (2022)

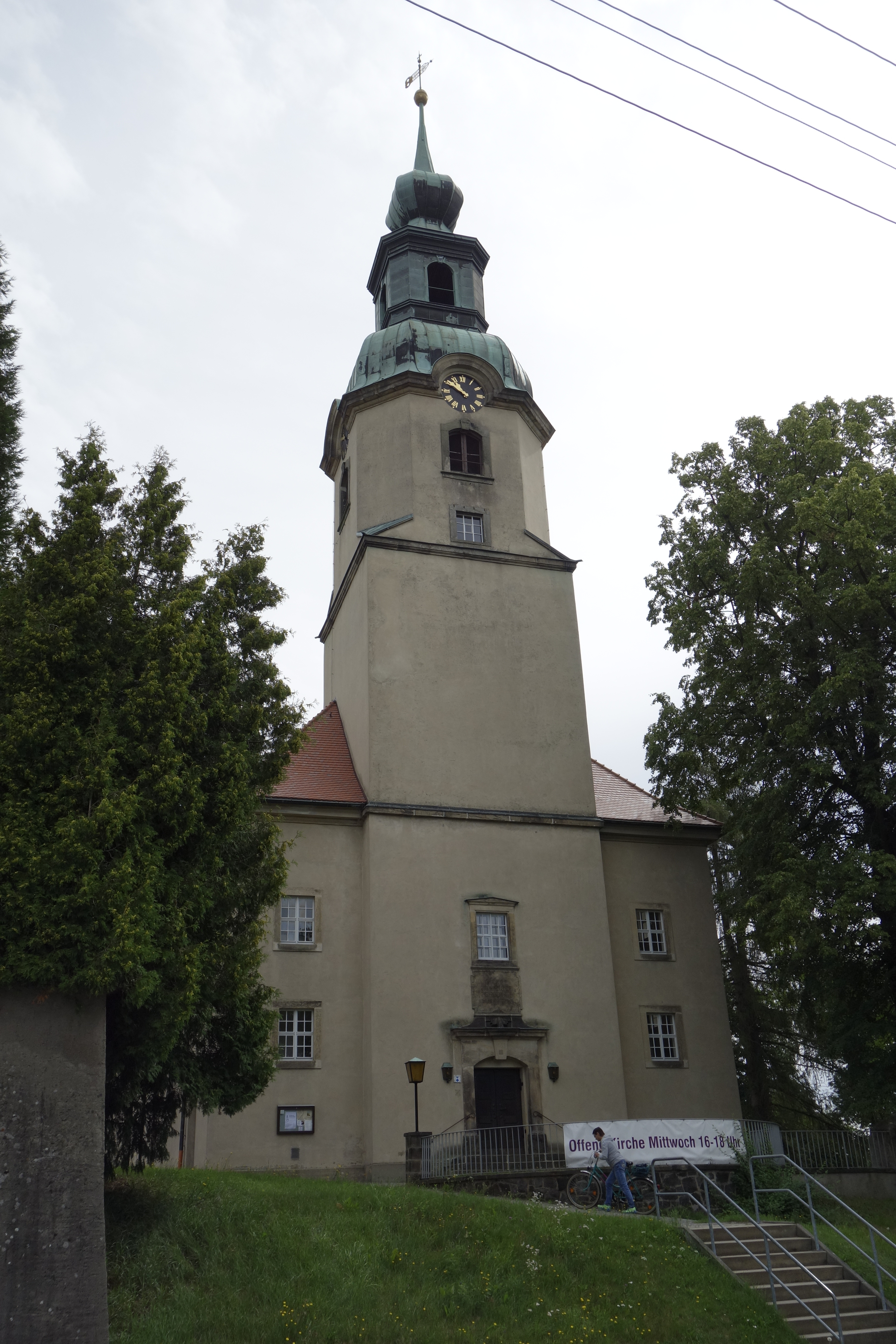
Ansicht von Westen (2017)

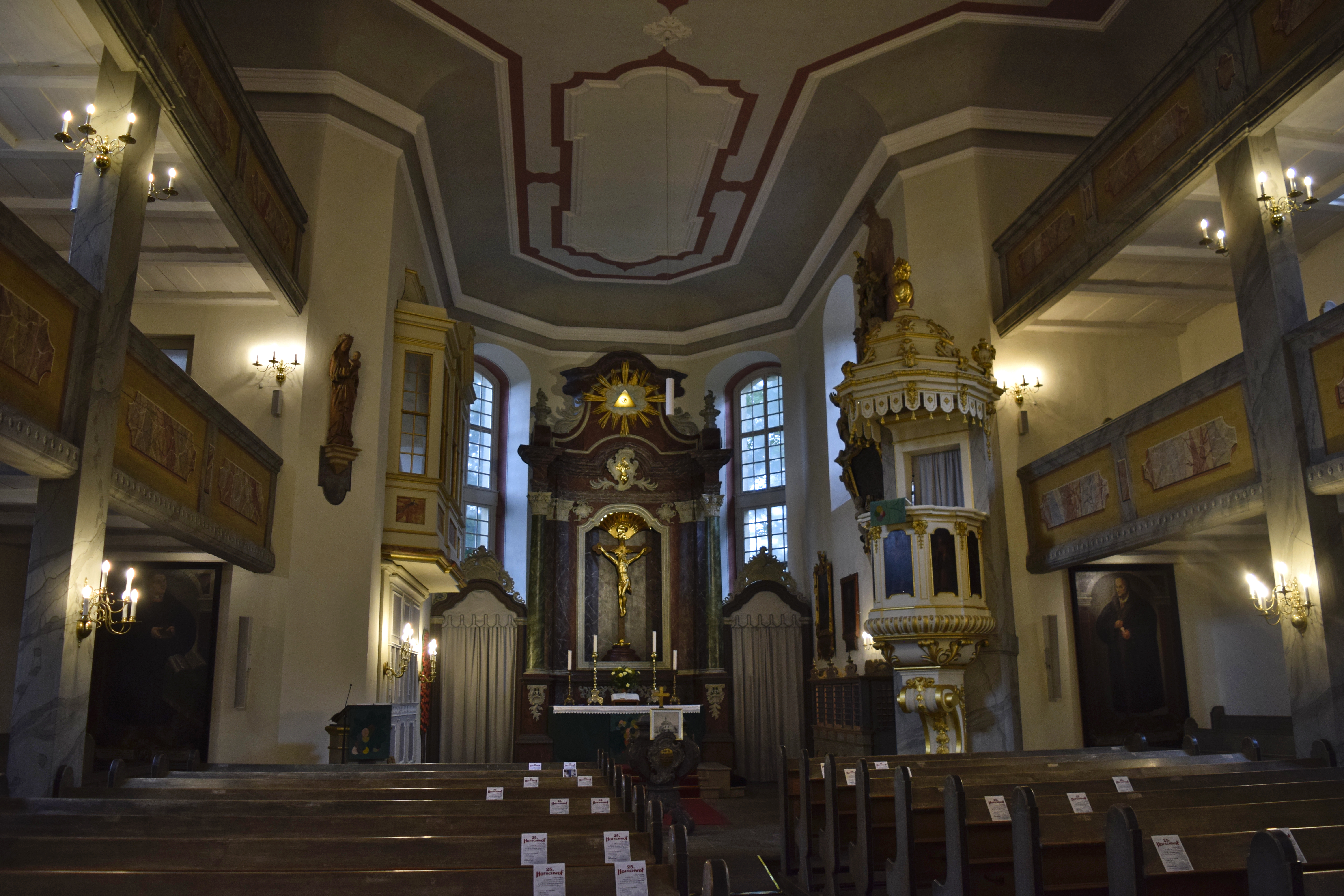
Großröhrsdorf Kirche gen Ost Altarbereich (31. August 2022)

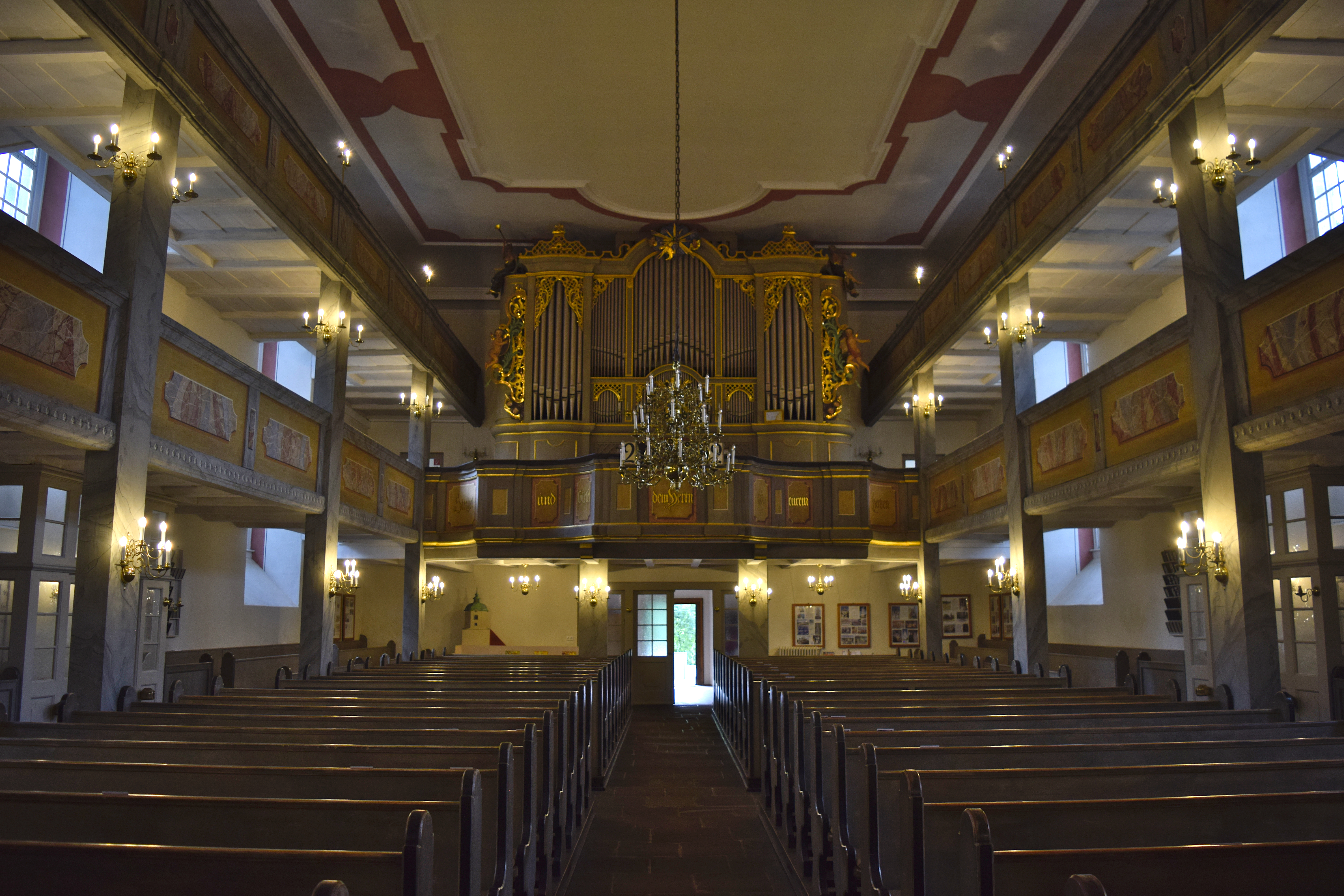
Großröhrsdorf Kirche gen West Orgelbereich (31. August 2022)

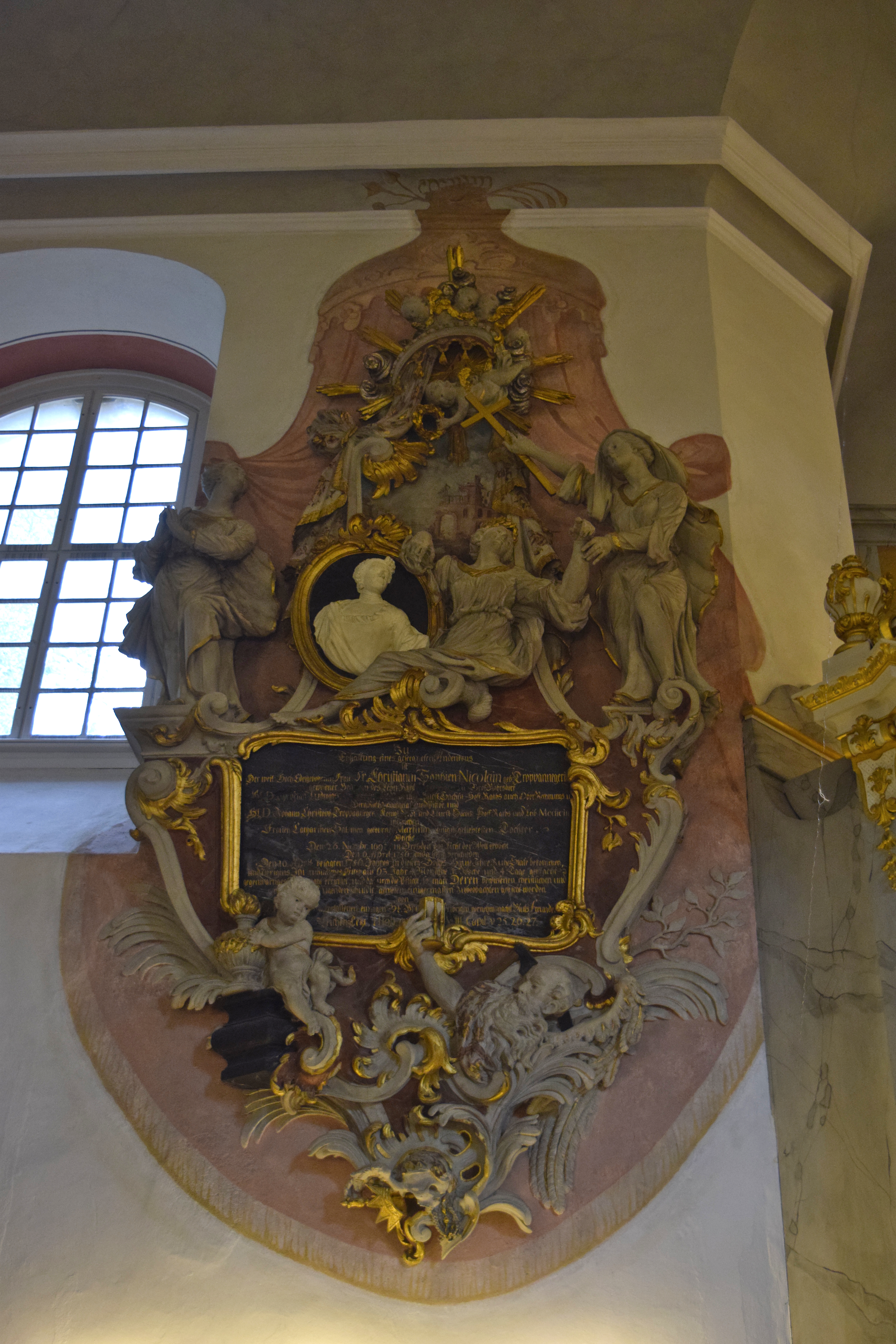
Großröhrsdorf – Interieur: Wandepitaph vom 31. August 2022

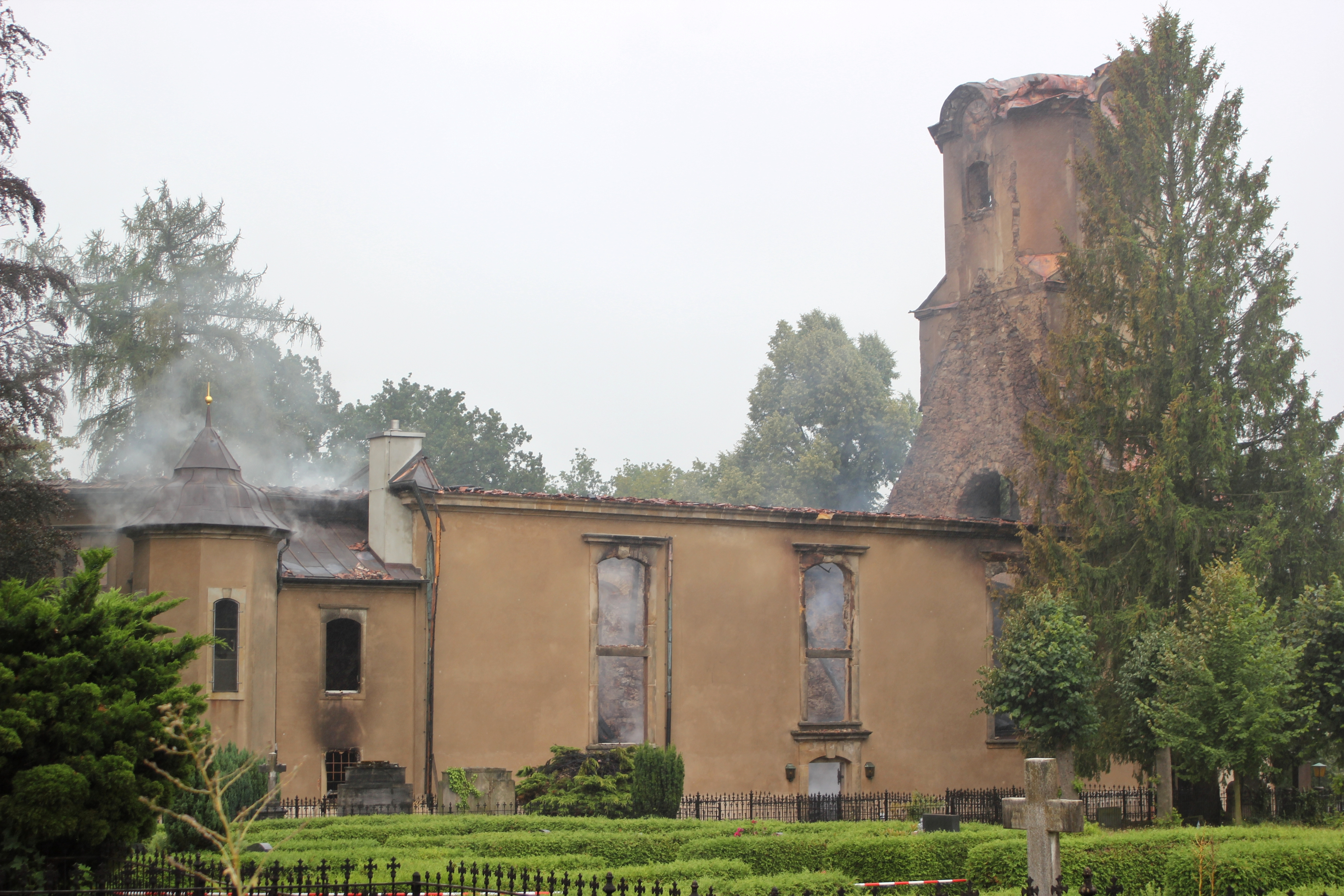
Zustand am 4. August 2023

## Geschichte und Architektur
Die Stadtkirche Großröhrsdorf zählt laut Dehio-Handbuch zu den schönsten barocken Kirchenbauten der Oberlausitz. Die stattliche Saalkirche mit eingezogenem Chor und Dreiachtelschluss ist in den Jahren 1731–1736 anstelle eines älteren Vorgängerbaus errichtet worden. Dieses Kirchlein aus dem 14. Jahrhundert mit rechteckigem Grundriss, einem kleinen Anbau sowie mit einem Dachreiter war gegen 1700 baufällig geworden. Superintendent Valentin Ernst Löscher aus Dresden weihte das jetzige Gebäude am 8. Oktober 1736. Restaurierungen wurden in den Jahren 1886–1888 und 1933–1936 vorgenommen; im Jahr 1903 erfolgte der Anbau eines Treppenturmes in der Nordostecke an die Herrschaftsloge. In den Jahren 2012–2018 erfolgte eine umfassende Restaurierung außen und innen.
Das Bauwerk ist ein verputzter Bruchsteinbau mit Korbbogenfenstern und verkröpftem Verdachungsgesims. Ein zweigeschossiger quadratischer Westturm war mit einem achtseitigen Glockengeschoss, Haube und Laterne bekrönt. Im Dach des Kirchenschiffes befanden sich einige Fledermausgauben. Das Innere wurde von einer flachen, mit geometrischen Stuckornamenten verzierten Putzdecke über großer Voute und Gesims abgeschlossen. Der Raum wurde von doppelgeschossigen Holzemporen an den Langseiten und einer konvex vorschwingenden Orgelempore eingefasst. An der Chornordseite war eine Loge mit drei Fenstern angebracht, darüber eine zweite, etwas vorkragende Loge. An der Chorsüdseite befindet sich die Sakristei. Der Turm war 50 Meter hoch.
Das Gotteshaus diente der Gemeinde Groß- und Kleinröhrsdorf für Gottesdienste und andere Veranstaltungen, auch war es regelmäßig im Sommer mittwochs zu Andacht und Besichtigung geöffnet.

## Ausstattung
Das Bauwerk zeigte bis zum Brand 2023 eine einheitliche Ausstattung aus der Erbauungszeit. Der den Raum beherrschende Altar aus Holz stammte von 1745 und zeigte zwei übereck gestellte Pilaster korinthischer Ordnung mit vorgestellter Säule, welche die Altarnische mit Kruzifix flankieren; darüber war eine Kartusche mit flammendem Herz angeordnet. Ein seitlich ausschwingender Aufsatz mit Strahlengloriole und Urnen über den Säulen bekrönte den Aufbau. Zwischen Altar und Chorwand war je ein Durchgang mit geschweiftem Bogen angeordnet, der mit Rokoko-Ornament geschmückt war. Der Altar, eine Nachbildung des Bornschen Altars der Thomaskirche Leipzig, war 2016 aufwändig restauriert worden.
Die fünfeckige Kanzel aus Holz von 1736 zeigte am Kanzelkorb Evangelistenbilder und den segnenden Christus. Der Kanzelkorb ruhte auf einer mächtigen Volute. Das Gemälde im Schalldeckel war ein Werk von Johann Adolph Pöppelmann, dem Sohn des Zwingerarchitekten Matthäus Daniel Pöppelmann.
Die Taufe aus Holz auf vier volutenartigen Beinen war mit Akanthus geschmückt und stammte von 1745.
Eine beachtenswerte ungefasste Schnitzfigur aus der Mitte des 15. Jahrhunderts stammte vom Flügelaltar des Vorgängerbaus und stellte Maria mit dem Kind dar.
An der Südseite der Chorwand stand ein großes, prachtvolles Sandstein-Epitaph der Christiane Sophie Nicolai, geborene Troppanneger (1692–1756): Eine liegende Gestalt hielt ein ovales Relief mit der Darstellung der Verstorbenen und war von Pietas und Fides flankiert, abschließend waren eine Glorie und ein einen Kranz herabreichender Putto dargestellt. Das an der Südwand des Chores befestigte, 2,5 Tonnen schwere Epitaph warf Fragen der statischen Festigkeit auf, die sich jedoch als unbegründet erwiesen.
Zwei ganzfigurige, feingearbeitete, stark typisierte Bildnisse von Martin Luther und Philipp Melanchthon in Öl auf Leinwand stammten von 1614.
Beim Brand 2023 wurden die meisten historischen Kunstschätze zerstört. Taufstein und -schale, Kanzel, Orgel und Emporen sowie eine geschnitzte Madonna aus dem 15. Jahrhundert und die Nachbildung des Altars der Leipziger Thomaskirche sind vernichtet worden. Ein Epitaph aus Sandstein, Grabmal einer örtlichen und dort begrabenen Mäzenin aus dem 18. Jahrhundert, konnte gerettet werden. Ebenfalls erhalten blieben ein kleiner Altar, eine Truhe, eine Osterkerze und eine geschnitzte Holztafel mit den Namen aller Pfarrer seit dem 16. Jahrhundert, die in der Sakristei gelagert waren.

### Orgel
Die Orgel war ein zunächst zweimanualiges Werk mit 44, auf pneumatischen Kegelladen stehenden Registern von Orgelbau A. Schuster & Sohn aus dem Jahr 1904 in einem Gehäuse von Pfützner & Mayer aus den Jahren 1760/61. Schuster verwendete hierbei auch Teile des Orgelwerks von 1761. Eule Orgelbau veränderte die Orgel in den Jahren 1935/36 und erweiterte sie auf drei Manuale mit 48 Registern. Damit war sie im Verhältnis zum Kirchenraum ungewöhnlich groß. Das Instrument wurde zwischen 1997 und 1998 umfassend restauriert, die Kosten wurden aus Spenden finanziert.

### Geläut
Dieses wurde beim Brand von 2023 ebenfalls zerstört. Es wurde 1919 als Ersatz für im Ersten Weltkrieg für Rüstungszwecke beschlagnahmte Bronzeglocken angeschafft. Es bestand aus vier Eisenhartgussglocken der Firma Schilling & Lattermann. Der Glockenstuhl war aus Stahl und die gekröpften Glockenjoche waren aus Stahlguss gefertigt.
| Nr. | Gussdatum | Gießer                                 | Material      | Durchmesser | Masse   | Schlagton |
| --- | --------- | -------------------------------------- | ------------- | ----------- | ------- | --------- |
| 1   | 1919      | Glockengießerei Schilling & Lattermann | Eisenhartguss | 1660 mm     | 1910 kg | es′       |
| 2   | 1919      | Glockengießerei Schilling & Lattermann | Eisenhartguss | 1300 mm     | 895 kg  | g′        |
| 3   | 1919      | Glockengießerei Schilling & Lattermann | Eisenhartguss | 1080 mm     | 518 kg  | b′        |
| 4   | 1919      | Glockengießerei Schilling & Lattermann | Eisenhartguss | 960 mm      | 368 kg  | c″        |

Nach dem Feuer erhielt die Gemeinde am 16. September 2023 eine kleine Glocke, die in einem freistehenden Holzglockenstuhl hängt. Diese wurde 1957 bei Schilling in Apolda gegossen und war zunächst am Gemeindehaus der Jakobigemeinde Freiberg stationiert. Danach diente sie der Kirchgemeinde Herzogswalde während einer Geläutsanierung als Interimsglocke und wurde der Großröhrsdorfer Stadtkirchengemeinde nach dem Abschluss der Sanierung mitsamt Glockenstuhl und Fundamenten geschenkt.

## Kirchgemeinde
Die Kirche Großröhrsdorf gehört zur Evangelisch-Lutherischen Kirchgemeinde Großröhrsdorf-Kleinröhrsdorf im Kirchgemeindebund Massenei. Zur Kirchgemeinde gehörten Ende 2022 rund 1.400 Gemeindeglieder. Pfarrer ist Stefan Schwarzenberg.

## Pfarrer seit 1539
- 1539: Oelschlager, Wolfgang
- 1540: Zeise, Martin
- 1557: Fischer, Michael
- 1610: Klette, Georg d. J.
- 1644: Lindner, Samuel
- 1729: Plarr, David Gottlieb
- 1734: Löffler, Johann Paul
- 1752: Behnert, Johann Friedrich
- 1782: Heerklotz, Gottfried
- 1803: Stübel, Christian Adolph
- 1842: Henrici, Carl Traugott
- 1871: Schmieder, Carl Wilhelm Robert
- 1876: Schöpff, Friedrich Wilhelm Traugott
- 1883: Bergmann, Ernst *Alwin
- 1895: Schleinitz, Johann Emil
- 1927: Thomas, *Johannes Friedrich Cornelius
- 1933: Hahn, Richard
- 1961: Alt, Artur
- 1962: Thürmer, Wolfgang[21]

## Brand und Folgen

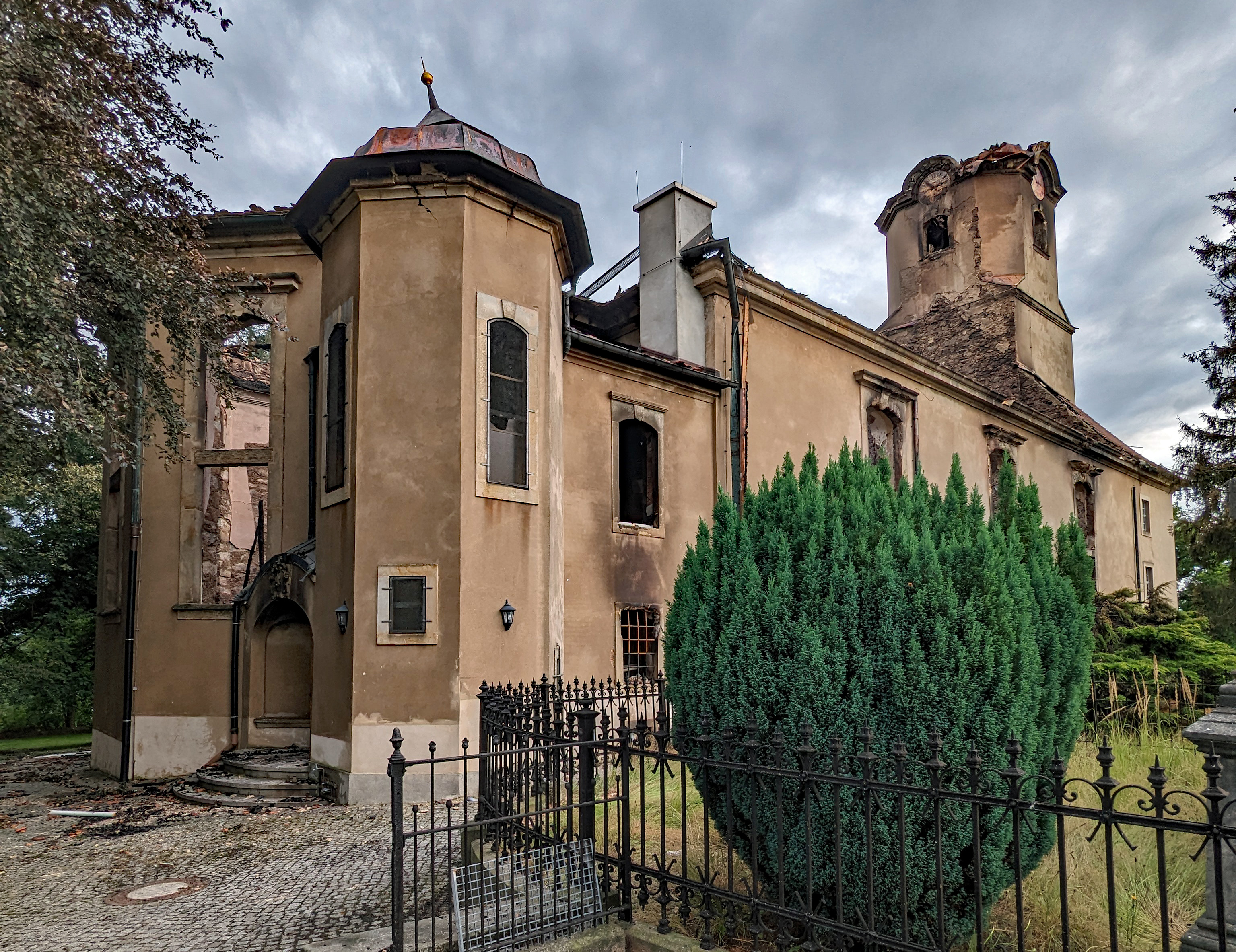
Die Kirche nach dem Brand am 4. August 2023

Ein durch Brandstiftung verursachtes Großfeuer zerstörte die Kirche und ihre Ausstattung in der Nacht zum 4. August 2023 fast völlig. Als die Feuerwehr eintraf, stand der Altarbereich der Kirche bereits im Vollbrand, weshalb nur noch von außen gelöscht werden konnte. Personen kamen nicht zu Schaden; die Feuerwehr konnte die Ausbreitung des Feuers auf andere Gebäude verhindern.
Die vier Glocken rutschten ein Stück im Turm abwärts und hingen bis zur Bergung verkantet in ihm.
Tobias Bilz, der Bischof der Evangelisch-Lutherischen Landeskirche Sachsens (EvLKS), zu der die Kirchgemeinde Großröhrsdorf gehört, war am 4. August spontan zur Brandstelle gekommen und zeigte sich bestürzt. Die zuständige Grundstücks-, Bau- und Friedhofsdezernentin des Landeskirchenamtes, Oberlandeskirchenrätin Carmen Kuhn, sagte, die EvLKS werde „die Kirchgemeinde bei allen anstehenden Schritten eng begleiten“. Der Landrat des Landkreises Bautzen, Udo Witschas, sagte, eine Kirche sei einer der wichtigsten identitätsstiftenden Anker in einer Stadt und es müsse „alles dafür getan werden, damit sie so schnell wie möglich wieder aufgebaut werden kann“.
Der Schaden wurde Ende Februar 2024 mit 35 Millionen Euro angegeben.
Eine vergleichbare Katastrophe gab es im Frühjahr 2000 in Rathendorf, heute Ortsteil der Stadt Geithain im Landkreis Leipzig: Dort wurde die Kirche Rathendorf Opfer der Flammen. Der Wiederaufbau dauerte drei Jahre, er kostete damals rund 3 Millionen Euro und wurde zum großen Teil aus der Versicherungssumme finanziert.
Im Februar 2024 wurde der 41-jährige Brandstifter zu einer Haftstrafe von neun Jahren verurteilt. Der Angeklagte hatte zunächst ein Geständnis abgelegt, dieses dann aber widerrufen. Dabei wurde auf einen psychischen Ausnahmezustand aufgrund einer Depression verwiesen, die aber nicht zur Anerkennung einer Schuldunfähigkeit durch das Gericht führte. Die von der Verteidigung angestrengte Revision wurde im Oktober 2024 vom 5. Strafsenat des Bundesgerichtshofs (BGH) verworfen, das Urteil ist damit rechtskräftig.

## Wiederaufbau
Die Kirche galt unmittelbar nach dem Brand als einsturzgefährdet. Schon Ende August stand nach einem Beschluss des Kirchenvorstands fest, dass eine Kirche wieder am alten Standort errichtet werde. Ob die Ruine wieder aufgebaut wird oder ein Neubau entstehen soll, war zu diesem Zeitpunkt noch offen. Die Kirche ist gegen Brandschäden, auch gegen vorsätzlich herbeigeführte, und für einen „Ersatzbau in gleicher Art und Güte“ versichert.
Bis Anfang September 2023 konnte die Ruine gegen Einsturz gesichert werden. Im September 2023 erfolgten weitere Sicherungsarbeiten an der Turmruine und die Bergung des zerstörten Geläuts mittels zweier Autokräne. Bis Anfang März 2024 waren eine halbe Million Euro Spendengelder eingegangen.

## Varia
Die Kirche war 2011 Drehort für Hochzeitsszenen der TV-Verfilmung von Uwe Tellkamps Roman Der Turm.